# Corpus luteum
Het corpus luteum (meervoud corpora lutea) of gele lichaam is een tijdelijke endocriene structuur bij zoogdieren, die verantwoordelijk is voor de productie van progesteron, dat nodig is voor het onderhoud van het endometrium.

## Ontwikkeling en structuur
Het corpus luteum ontwikkelt uit een ovariële follikel tijdens de luteale fase van de menstruatiecyclus ofwel ovariële cyclus. Dit gebeurt als gevolg van de sprong van de secundaire oöcyt uit de follikel tijdens de ovulatie (eisprong). De follikel vormt eerst een corpus haemorrhagicum voordat het een corpus luteum wordt, maar deze term verwijst enkel naar de zichtbare verzameling bloed die achterblijft na het openbreken van de follikel en heeft verder geen functionele betekenis. Terwijl de oöcyt, (na bevruchting als zygoot) zich door het oviduct (eileider) verplaatst naar de uterus (baarmoeder), blijft het corpus luteum in het ovarium (eierstok).
Het corpus luteum is erg groot in vergelijking met het ovarium; bij mensen wordt deze structuur 2 cm tot 5 cm in diameter.
De cellen van het corpus luteum ontwikkelen zich uit de folliculaire cellen die de follikel omgeven.
| Folliculaire structuur | Luteale structuur       | Secretie    |
| ---------------------- | ----------------------- | ----------- |
| Thecacellen            | Thecaluteïnecellen      | Progesteron |
| Granulosacellen        | Granulosa-luteïnecellen | Oestrogeen  |

## Functie
Het corpus luteum is essentieel voor het tot stand komen en het onderhoud van de zwangerschap of dracht bij vrouwelijke dieren.
In het ovarium scheidt het corpus luteum oestrogeen en progesteron af. Dit zijn steroïde hormonen die verantwoordelijk zijn voor het verdikken (oestrogeen), ontwikkelen en onderhoud (progesteron) van het endometrium. Oestrogeen en progesteron zijn ook verantwoordelijk voor het inhiberen van het luteïniserend hormoon (LH) en het follikelstimulerend hormoon (FSH).

### Wanneer de eicel niet bevrucht wordt
Als de oöcyt (eicel) niet bevrucht wordt, dan stopt het corpus luteum met het aanmaken van progesteron en vervalt (luteolyse). Dit gebeurt ongeveer na 14 dagen bij de vrouw. Het vervalt dan tot een massa van fibreus littekenweefsel dat het corpus albicans (wit lichaam) wordt genoemd.
Bij de mens en sommige apen wordt het verdikte slijmvlies (endometrium) afgestoten en verwijderd via de vagina (menstruatie). Bij (andere) dieren neemt het verdikte slijmvlies gewoon af tot de normale dikte.

### Wanneer de eicel wel bevrucht wordt
Als de oöcyt wel wordt bevrucht en de implantatie vindt plaats, gaan de trofoblastcellen van de blastocyste het humaan choriongonadotrofine (hCG) aanmaken. Dit laatste gebeurt vrijwel uitsluitend bij de mens. Bij het paard is een soortgelijk hormoon, het equïene choriongonadotrofine (eCG), vastgesteld. Het eCG wordt dan vrijgesteld door de meer gespecialiseerde trofoblastcellen van de endometriale cups, maar is functioneel verschillend van het hCG.
Het humaan choriongonadotrofine zorgt ervoor dat het corpus luteum progesteron blijft maken, waardoor het verdikte slijmvlies van de baarmoeder onderhouden blijft en zo een gebied verzorgt dat rijk is aan bloedvaten waarin de zygoot(en) zich kunnen ontwikkelen. Van hieraf aan wordt het corpus luteum omgedoopt tot corpus luteum graviditatis.
Door de werking van prostaglandines gaat het corpus luteum in regressie en kan dan een abortus van de foetus veroorzaken. Bij bepaalde dieren, waaronder de mens, neemt de placenta (moederkoek) de taak van progesteronproductie van het corpus luteum over en deze laatste vervalt tot een corpus albicans zonder verlies van het embryo of de foetus.

## Extra afbeeldingen

Groei en regressie van de follikels bij de mens: 1 - Menstruatie, 2 - Rijpend follikel, 3 - Volgroeit follikel, 4 - Ovulatie, 5 - Geel lichaam, 6 - Degeneratie van het geel lichaam
Menstruatiecyclus
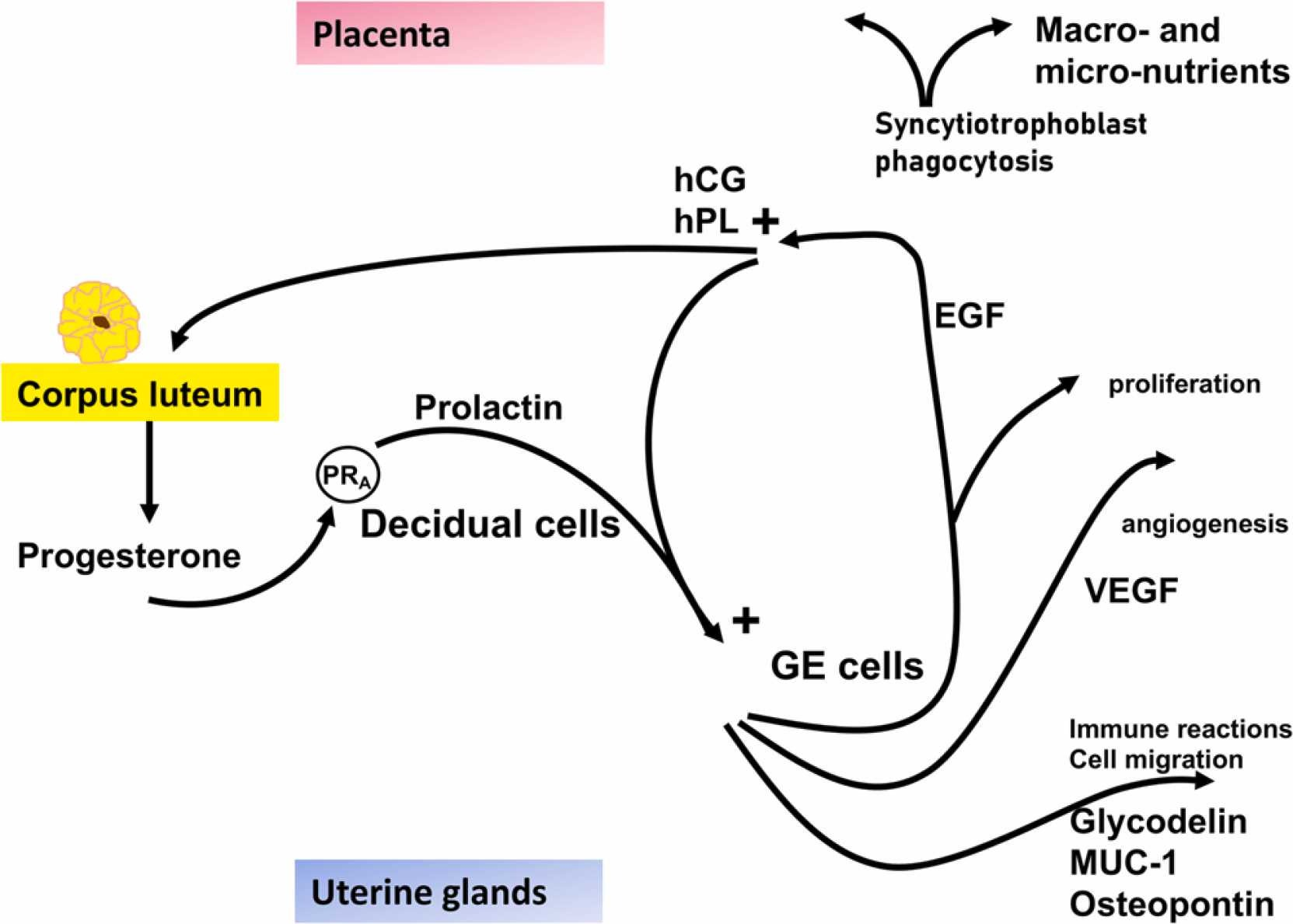
Hormonale interactie na innesteling